# Cattedrali a Singapore
Questo è un elenco delle cattedrali a Singapore.

## Cattedrale cattolica
| Cattedrale                  | Diocesi                  | Città     | Dedicazione | Immagine |
| --------------------------- | ------------------------ | --------- | ----------- | -------- |
| Cattedrale del Buon Pastore | Arcidiocesi di Singapore | Singapore | Gesù        |          |

## Cattedrale anglicana
| Cattedrale                | Diocesi                        | Città     | Dedicazione | Immagine |
| ------------------------- | ------------------------------ | --------- | ----------- | -------- |
| Cattedrale di Sant'Andrea | Diocesi anglicana di Singapore | Singapore | Sant'Andrea |          |

## Cattedrali ortodosse
| Cattedrale                           | Diocesi                 | Città     | Dedicazione         | Immagine |
| ------------------------------------ | ----------------------- | --------- | ------------------- | -------- |
| Cattedrale della Risurrezione        | Metropolia di Singapore | Singapore | Risurrezione        |          |
| Cattedrale della Dormizione di Maria | Eparchia di Singapore   | Singapore | Dormizione di Maria |          |